# V. L. Auto-Gesellschaft
Die V. L. Auto-Gesellschaft mbH war ein deutscher Hersteller von Automobilen.

## Unternehmensgeschichte
Das Unternehmen war an der Liebenwalder Straße 55 in Berlin ansässig. 1921 begann die Produktion von Automobilen. Der Markenname lautete VL. Im gleichen Jahr endete die Produktion.

## Fahrzeuge
Das Unternehmen stellte ungewöhnlich schmale Fahrzeuge her. Im Angebot stand einerseits ein Sportzweisitzer, der zwei Personen hintereinander Platz bot. Das andere Modell war ein Lieferwagen, der auf dem gleichen Fahrgestell aufbaute und anstelle des hinteren Sitzes einen Ladekoffer trug. Für den Antrieb sorgte ein Einzylindermotor mit 200 cm³ Hubraum.